# Wegestock Am Hagelkreuz

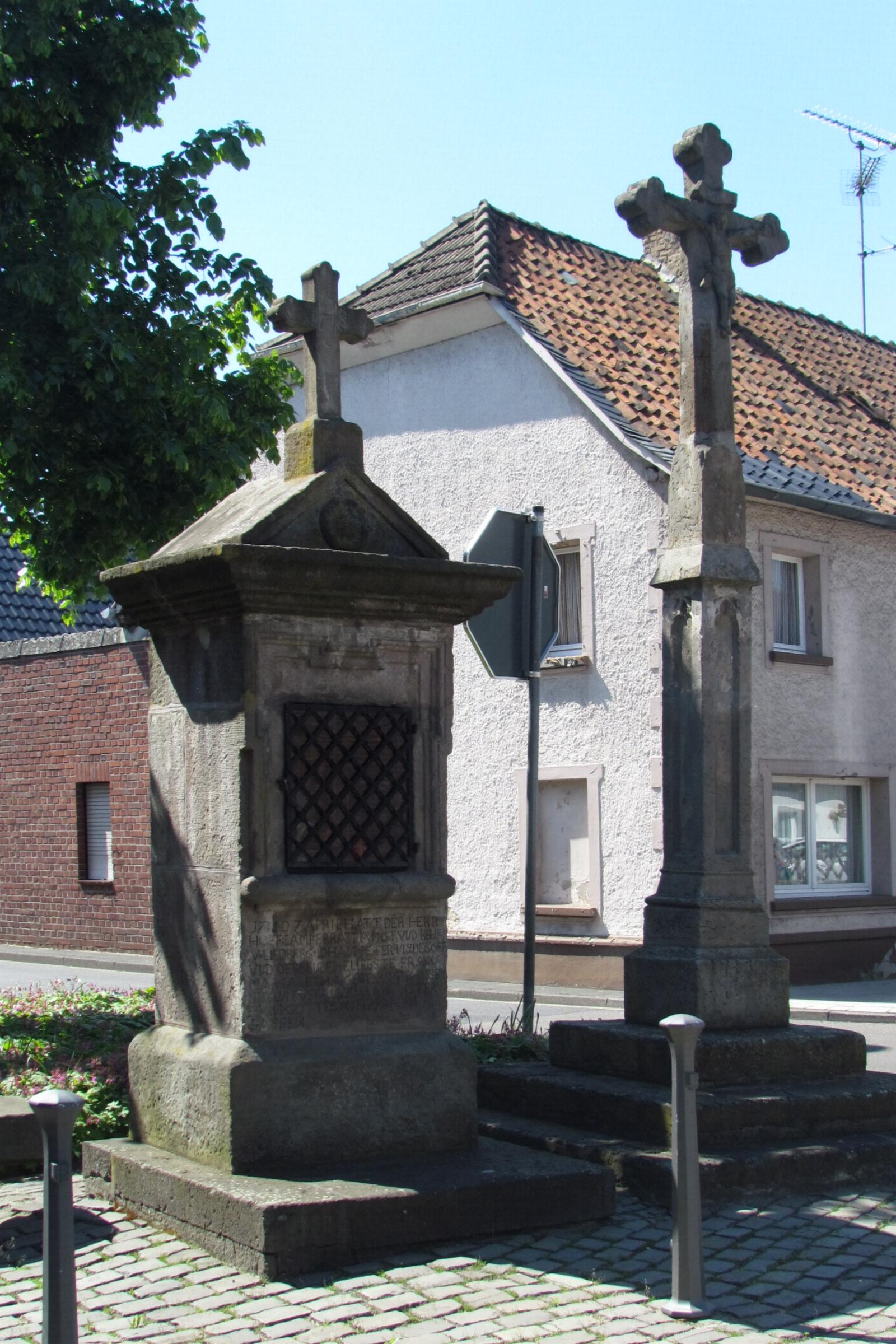
Wegestock

Der Wegestock Am Hagelkreuz steht im Stadtteil Glehn in Korschenbroich  im Rhein-Kreis Neuss in Nordrhein-Westfalen.
Der Wegestock wurde Anfang des 18. Jahrhunderts erbaut und unter Nr. 040 am 27. August 1985 in die Liste der Baudenkmäler in Korschenbroich eingetragen.

## Architektur
Der Bildstock wurde aus Sandstein gefertigt. Er steht auf quadratischem Sockel und ist hochgemauert mit tiefer Rechtecknische, ausladendem Kranzgesims und übergiebelt. Das Kreuz fehlt. Eine Inschrift sieht man unter der Rechtecknische.